# Nikita Vitjoegov

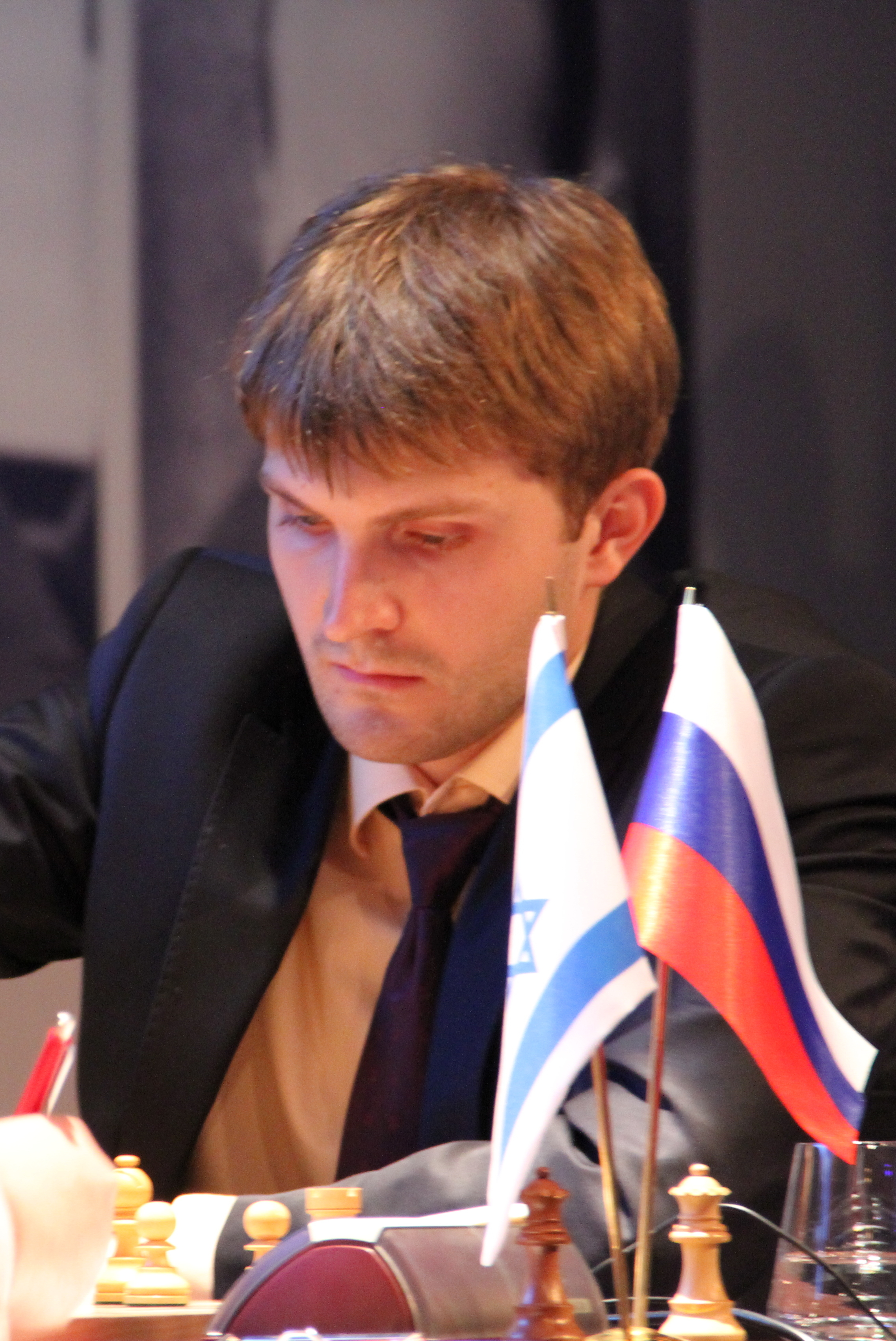
Nikita Vitjoegov in 2013

Nikita Kirilovitsj Vitjoegov (Russisch: Никита Кириллович Витюгов) (Leningrad, 4 februari 1987) is een Russische schaker met FIDE-rating 2729 in 2017. Hij is sinds 2007 een grootmeester (GM).

## Schaakcarrière
- Vitjoegov won in 2005 het Russische kampioenschap voor junioren in de categorie tot 18 jaar. In beide daaropvolgende jaren eindigde hij als tweede in de categorie tot 20 jaar.
- Op 10 juli 2005 vond de lange afstand wedstrijd tussen New York en Sint-Petersburg plaats die met 2 - 6 door de Russen gewonnen werd. Susan Polgar speelde een dubbele ronde tegen Aleksandr Chalifman, Alexander Onitsjoek speelde tegen Konstantin Sakajev, Boris Gulko tegen Jevgeni Aleksejev en Alexander Stripunsky tegen Nikita Vitjoegov (2-0 voor Vitjoegov).[1]
- In oktober 2005 vond in Sint-Petersburg het Chigorin memorial plaats, dat door Roman Ovetsjkin met 7 pt. uit 9 gewonnen werd. Vitjoegov eindigde gedeeld derde met 6.5 punt.
- In 2006 verkreeg Vitjoegov de titel Internationaal Meester (IM). De benodigde normen had hij behaald in oktober 2003 bij het St. Petersburg Open, in oktober 2004 bij de Tsjigorin Memorial in Sint Petersburg en in juli 2005 bij het wereldjeugdkampioenschap.[2]
- In juli 2006 won hij het toernooi Blue Sevan in Armenië met 6.5 pt. uit 9.
- In oktober 2006 werd hij tweede bij het wereldkampioenschap schaken voor junioren in Belfort.[3]
- Bij de Russische kampioenschappen in 2006 eindigde hij op een elfde plaats met 3.5 pt. uit 11, Jevgeni Aleksejev won;[4] hij nam ook deel in 2007 en 2008 (5e plaats).[5]
- Bij de Europese schaakkampioenschappen 2007 in Dresden eindigde hij op de 19e plaats met 7.5 pt. uit 11. Bij het blitzschaaktoernooi in Biel 2007 werd hij tweede na Georg Meier.[6] Bij de Wereldbeker schaken 2007 in Chanty-Mansiejsk werd hij de eerste ronde uitgeschakeld door Konstantin Sakajev.[7]
- In 2007 verkreeg hij de titel grootmeester (GM). De IM-Norm van het Tsjigorin-Memorial gold ook als GM-norm, de andere GM-normen behaalde Vitjoegov in juni 2006 bij de FINEC Rector Cup in Sint Petersburg en in juli 2006 bij Blue Sevan in Sevan.[8]
- Bij het Europees kampioenschap schaken 2008 in Plovdiv eindigde hij op de 44e plaats met 7 pt. uit 11 partijen.[9]
- Vitjoegov nam vier keer deel aan de FIDE World Cup: in 2007, 2009, 2011 en 2013. Het grootste succes had hij in 2009, hij bereikte door overwinningen op Abhijeet Gupta, Gilberto Milos en Konstantin Sakajev de laatste acht, waarna hij werd uitgeschakeld door Sergej Karjakin.
- In 2010 publiceerde hij een boek over de Franse Verdediging (The French Defence: A Complete Black Repertoire, ISBN 9548782766), waarvan in 2012 een gereviseerde versie verscheen onder de titel French Defence Reloaded (ISBN 9548782863).

## Resultaten in nationale teams
Vitjoegov nam in 2010 met het tweede Russische team deel aan de Schaakolympiade mit Russlands. Bij de Wereldkampioenschappen schaken voor landenteams behoorde hij in 2010, 2011, 2013 en 2015 tot het Russische team. Rusland werd kampioen in 2010 en 2013, Vitjoegov behaalde in 2010 aan het tweede reservebord en in 2011 aan het reservebord het beste, in 2013 aan het reservebord het op twee na beste individuele resultaat.

## Schaakverenigingen
In de Russische competitie voor schaakverenigingen speelde Vitjoegov in 2002 en 2003 voor het tweede team van Sankt Petersburg, in 2004 en 2006 was hij reservespeler van het eerste team, sinds 2008 is hij vaste speler van het eerste team. In 2013 werd het team kampioen van Rusland. Met Sankt Petersburg nam hij sinds 2008 deel aan alle acht toernooien om de European Club Cup. In 2011 won hij met zijn team en behaalde hij het beste individuele resultaat aan het tweede bord. In 2012 behaalde hij met zijn team de tweede plaats, en met zijn individuele resultaat aan bord 3 de derde plaats. In 2013 behaalde hij het op een na beste resultaat aan het derde bord. In 2015 werd hij met het team derde en behaalde hij zelf weer het op een na beste resultaat aan het derde bord. In de Duitse bondscompetitie speelde Vitjoegov van 2009 tot 2013 voor SV Wattenscheid, in seizoen 2016/17 speelde hij voor de SV 1930 Hockenheim. In de Chinese competitie voor schaakverenigingen speelde Vitjoegov in 2009 en 2011 voor Zhejiang, in 2012 voor Hebei. In de Tsjechische competitie speelde hij van 2009 tot 2013 en sinds seizoen 2014/15 voor 1. Novoborský ŠK, waarmee hij in 2010, 2011, 2012, 2013, 2015 en 2016 kampioen van Tsjechië werd.

## Externe koppelingen
- (en)   Informatie over schaakpartijen van Nikita Vitjoegov op ChessGames.com
- (en)   Informatie over schaakpartijen van Nikita Vitjoegov op 365chess.com
- (en)  FIDE-ratinggegevens voor Nikita Vitjoegov